# Бесарт Абдурахими
Бесарт Абдурахими (31. јул 1990) северномакедонски је фудбалер.

## Каријера
Током каријере је играо за Загреб, Хапоел Тел Авив, Локерен, Шкендија и многе друге клубове.

## Репрезентација
За репрезентацију Македоније дебитовао је 2014. године. За тај тим је одиграо 11 утакмица и постигао 1 гол.

## Статистика
| Македонија | Македонија | Македонија |
| Година     | Наступи    | Голови     |
| ---------- | ---------- | ---------- |
| 2014.      | 5          | 1          |
| 2015.      | 6          | 0          |
| Укупно     | 11         | 1          |